# Vertrag von Detroit

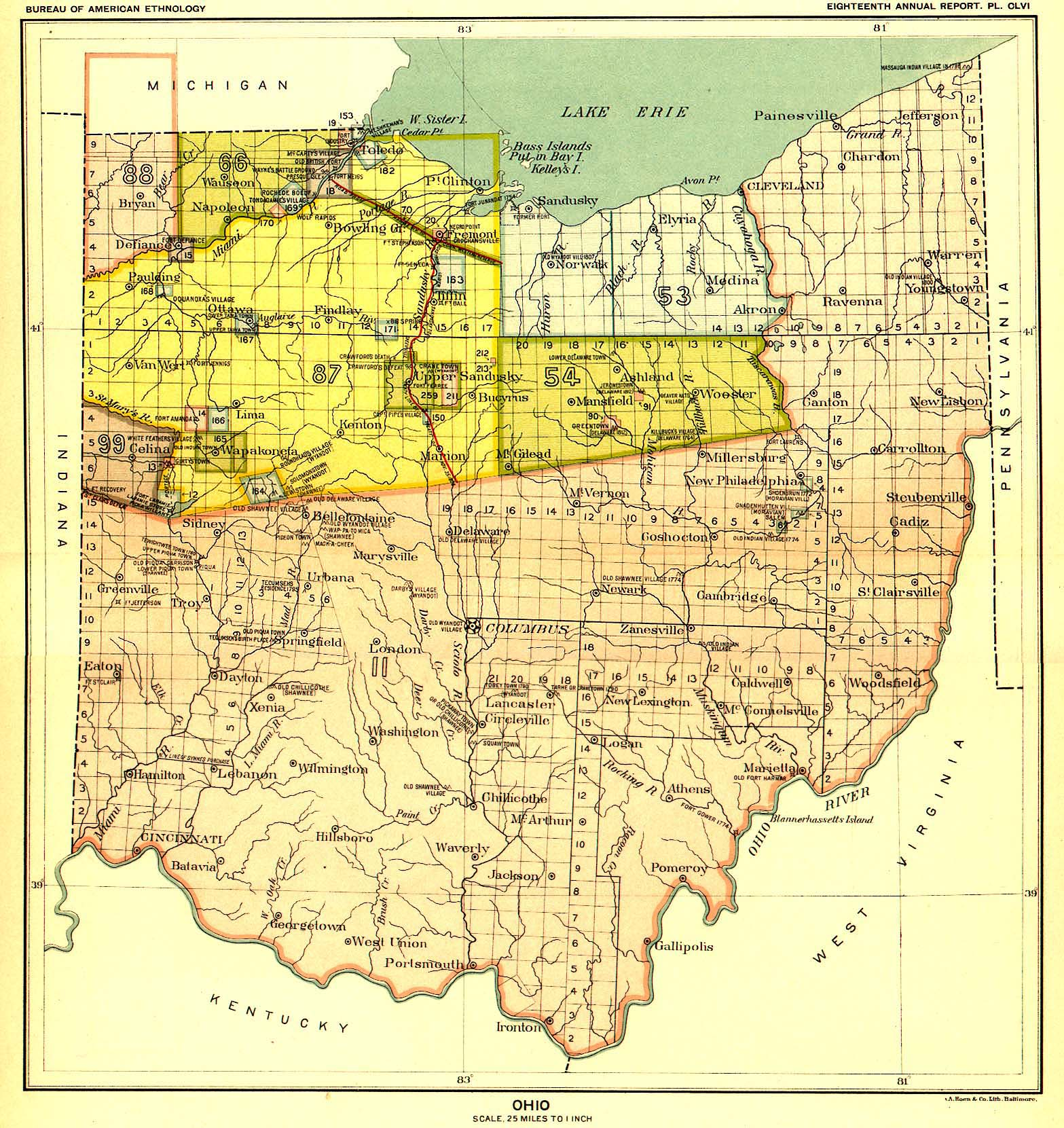
Im Vertrag wurde das dunkelgelb markierte Gebiet nördlich des Maumee Rivers im Nordwesten Ohios abgetreten.

Der Vertrag von Detroit war ein Vertrag zwischen den Vereinigten Staaten und den Ottawa, Anishinabe, Wyandot und Potawatomi, alles amerikanische Ureinwohnerstämme in Nordamerika. Der Vertrag wurde am 17. November 1807 in Detroit, Michigan von den Vertretern der jeweiligen Stämme und William Hull, Gouverneur des Michigan-Territoriums und Superintendent in Indianerangelegenheiten, der die Vereinigten Staaten allein repräsentierte, unterzeichnet.
Mit diesem Vertrag traten die Indianer einen großen Teil des Landes ab, das heute Südostmichigan und Nordwestohio bildet. Die Grenze bildete die „Mündung des Miami Rivers an den Seen“, was heute besser bekannt ist als der Maumee River bei Toledo, Ohio. Von dort verläuft die Grenze hinauf zu der Mitte des Flusses an die Mündung des Auglaize Rivers, wo heute Defiance, Ohio liegt und dann genau nach Norden bis zu jenem Breitengrad an dem der Huronsee in den St. Clair River fließt.
Für die Nord-Südgrenze würde der Michigan Meridian verwendet werden, der beim Vermessen von Michigan festgelegt wurde. Der Längengrad wird an der nordöstlichen Ecke von dem, was heute Sciota Township im Shiawassee County bildet, geschnitten. Von diesem Punkt verläuft die Grenze nordöstlich zu den White Rock am Huronsee und dann genau nach Osten zur internationalen Grenze mit dem, was heute Oberkanada bildet. Der internationalen Grenze folgend durch den St. Clair River, den Lake St. Clair, den Detroit River und dann in den Eriesee zu einem Punkt, der östlich der Mündung des Maumee River liegt. Am Ende nach Westen zum Ausgangspunkt zurück.